# Chalcibotys massasiensis
Chalcibotys massasiensis is een vlinder van de familie van de grasmotten (Crambidae). De wetenschappelijke naam van deze soort is voor het eerst voorgesteld door Koen Maes in een publicatie uit 2024.

## Etymologie
De naam verwijst naar de plaats Massassi in Tanzania.

## Verspreiding
De soort komt voor in Tanzania en Mozambique.